# Camponotus kiusiuensis
Camponotus kiusiuensis é uma espécie de inseto do gênero Camponotus, pertencente à família Formicidae.